# Athetis griveaudi
Athetis griveaudi är en fjärilsart som beskrevs av Pierre E.L. Viette 1963. Athetis griveaudi ingår i släktet Athetis och familjen nattflyn. Inga underarter finns listade i Catalogue of Life.